# Wenn Du einmal Dein Herz verschenkst
Wenn Du einmal Dein Herz verschenkst ist ein noch als Stummfilm gedrehter Film von Johannes Guter aus dem Jahr 1929. Eine nachsynchronisierte Version mit Dialogen, Musik und Geräuschen erschien 1930. In den Hauptrollen sind Lilian Harvey, Igo Sym und Harry Halm zu sehen.
Das Drehbuch basiert auf Ludwig von Wohls Roman Der Vagabund vom Äquator.

## Handlung
Dolly, die keine Eltern mehr hat, lebt bei ihrem Pflegevater, der als Aufseher auf einer Bananenplantage auf der Insel Borneo arbeitet. Als sie an Bord eines Frachtdampfers einen Film über Europa sieht, fasst Dolly den Entschluss während der Lieferung von Bananenstauden an Bord des Schiffes zu bleiben und sich dort zu verstecken, da sie die Bilder über die fremden Städte, die sie gern einmal kennenlernen würde, fasziniert haben. Da sie erst entdeckt wird, als das Schiff sich schon auf hoher See befindet, muss sie sich nun an Bord nützlich machen. Als sie die Bekanntschaft des Reeders Bruns macht, verliebt sie sich in den charmanten Mann, ohne ihm jedoch ihre Gefühle zu offenbaren.
Nachdem das Schiff in Hamburg angelegt hat, will man Dolly dem niederländischen Konsulat übergeben. Durch verzwickte Umstände, an denen Dolly nicht ganz unschuldig ist, kommt es jedoch nicht dazu. Sie landet bei einem Konkurrenten des Reeders, der will, dass sie Bruns einen für ihn bedeutsamen Vertrag stehlen soll. Dolly tut so, als ginge sie darauf ein, flieht jedoch auf das Schiff und berichtet Bruns alles. Dem Reeder wird so einiges klar, vor allem auch, warum Dolly so handelt. Da die junge Frau auch ihm längst nicht mehr gleichgültig ist, wird aus beiden ein Paar.

## Produktion

### Produktionsnotizen
Die Außenaufnahmen wurden auf Teneriffa sowie an Bord des Frachtdampfers „Orotava“ auf der Fahrt vom Hamburger Hafen nach Teneriffa gedreht, die Innenaufnahmen im Atelier der UFA in Neubabelsberg. Die Drehzeit erstreckte sich über die Monate Mai bis Juli 1929. Der Arbeitstitel des Films lautete: Der Vagabund vom Äquator. Für die Filmbauten trugen Jack Rotmil und Heinz Fenchel die Verantwortung. Die Aufnahmeleitung hatte Willy Zeunert inne. Ebenso wie der Stummfilm wurde auch der Tonfilm mit einem Jugendverbot belegt.

### Musiktitel
- Wenn Du einmal Dein Herz verschenkst (Willy Rosen/Kurt Schwabach)
- Heimlich kommt zu uns die Liebe (Willy Schmidt-Gentner)

### Veröffentlichungen
Uraufgeführt wurde der Stummfilm am 28. November 1929 im Ufa-Lichtspieltheater am Paradeplatz in Stettin. Seine österreichische Erstaufführung erlebte er am 25. Dezember 1929 in Wien, ebenfalls noch als Stummfilm. Die Produktionsfirma UFA verhinderte eine stumme Erstaufführung in Berlin, da sie sich von einer Tonfilmfassung, die dann auch erstellt wurde, einen höheren Gewinn versprach.
In Kroatien wurde der Film bereits am 20. November 1929 veröffentlicht, in Dänemark am 26. Dezember 1929. In Deutschland fand die Uraufführung der Tonfassung am 17. Januar 1930 in Berlin statt. Der Ufa-Palast Dresden, Waisenhausstr. 26, zeigte den Film am 30. Januar 1930.
In Finnland, Estland, Bulgarien und Schweden lief der Film ebenfalls im Jahr 1930 an. In Portugal wurde er 1931 veröffentlicht. Des Weiteren lief der Film in Spanien, Griechenland, Italien und Jugoslawien. Der internationale Verleihtitel war When You One Day Give Your Heart Away.

## Kritik
Ernst Jäger vom Film-Kurier, Nr. 1263, schrieb: „Starfilm der Lilian Harvey. Der Erfolg ist im Reich schon ausprobiert. (Kassenschlachten in Stettin!) Jetzt wird er mit einer sicher sehr willkommenen Musikbeilage geliefert.“ Weiter befand Jäger: „Alles um Lilian – man soll sie sehen und über sie lachen, mehr will der Film nicht; ihr Persönchen und ihren Unfug, ihre Beweglichkeit und die mimischen Späße – damit soll’ getan sein. Die jungen Mädels lachen, die alten Herren lachen, zum Schluß riesiger Beifall und Freudenspektakel. Na, also.“
Karlheinz Wendtland sprach von einer Liebesgeschichte, wie die „kleinen Leute sie zu sehen wünschten, eine Melodie, die zum Evergreen wurde. In der Tonfassung hatte der Film einen großen Erfolg“.